# Statfjord

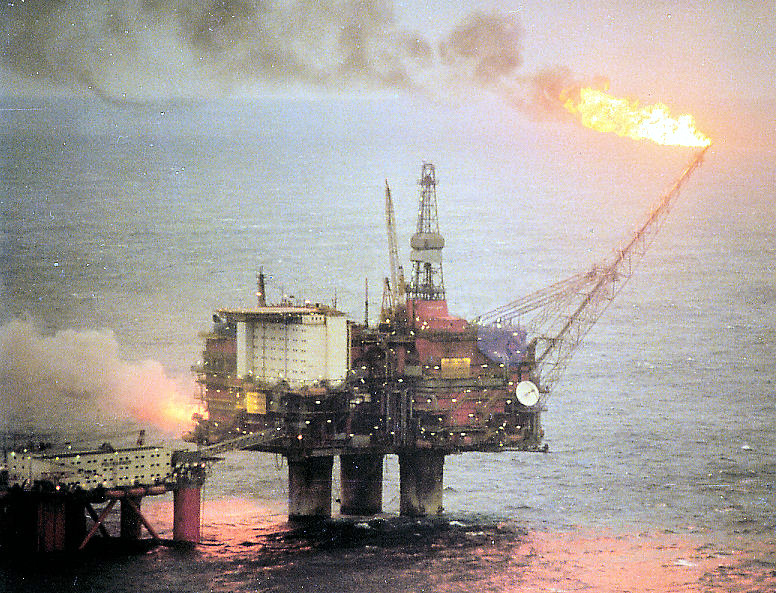
Statfjord A 1982

Statfjordfältet är ett norskt oljefält i Nordsjön. Fältet var tidigare både Norges och Nordsjöns största. Statfjord ligger i det så kallade Tampenområdet rakt väster om Florø och är ungefär 4 km brett. Oljan beräknas ha uppstått för 150-160 miljoner år sedan under den så kallade Juraperioden och ligger 2500-3000 meter ner i marken. Utvinningen vid Statfjord beräknas vara ekonomiskt lönsam till år 2020.

## Historia

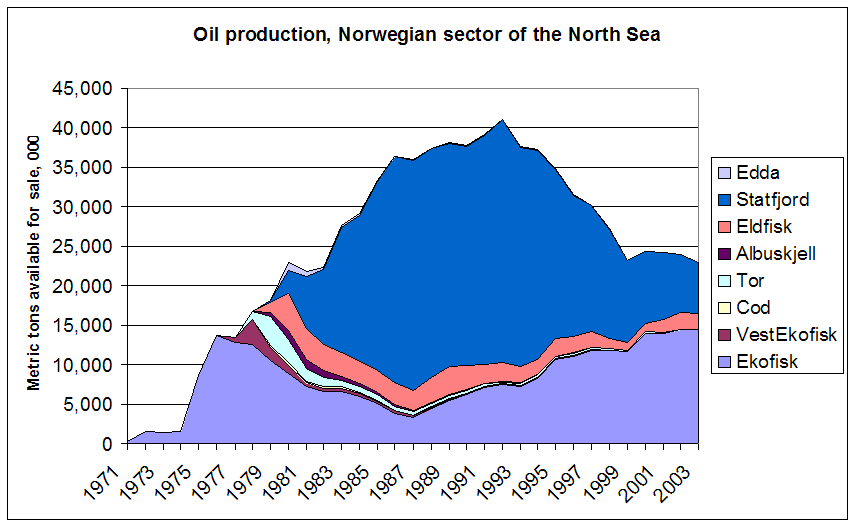
Oljeproduktion på norska oljefält 1971-2003. Statfjord är mörkblå.

Med anledning av kraftigt stigande priser under oljekrisen 1973-1974 blev utvinning av olja i Nordsjön väldigt intressant. Att man funnit olja i den närliggande brittiska sockeln bidrog till ytterligare sökande. Mobil var den ledande parten i detta arbete, och efter påtryckningar från Shell och Esso på norska myndigheter i februari 1972 gav de i augusti 1973 tillåtelse att i block 33/9 och 33/12 bedriva utvinning. År 1974 upptäcktes stora fyndigheter av olja och gas på platsen och två år senare, den 16 juni 1976, godkändes utbyggnadsplanen och produktion av olja på platsen. I samband med detta bildades Statoil som då stod som ägare till 50 %. Operatör av fältet var Mobil med en 15-procentig ägarandel. Resterande ägdes av Shell, Esso och Conoco, dessa ägde 10 % vardera. Vid årsskiftet 1986/1987 tog Statoil över operatörsrollen och idag drivs den av Equinor. Den 16 januari samma år sattes även produktionsrekordet för en enskild dag, då man lyckades producera 850 204 fat.

### Statfjord A

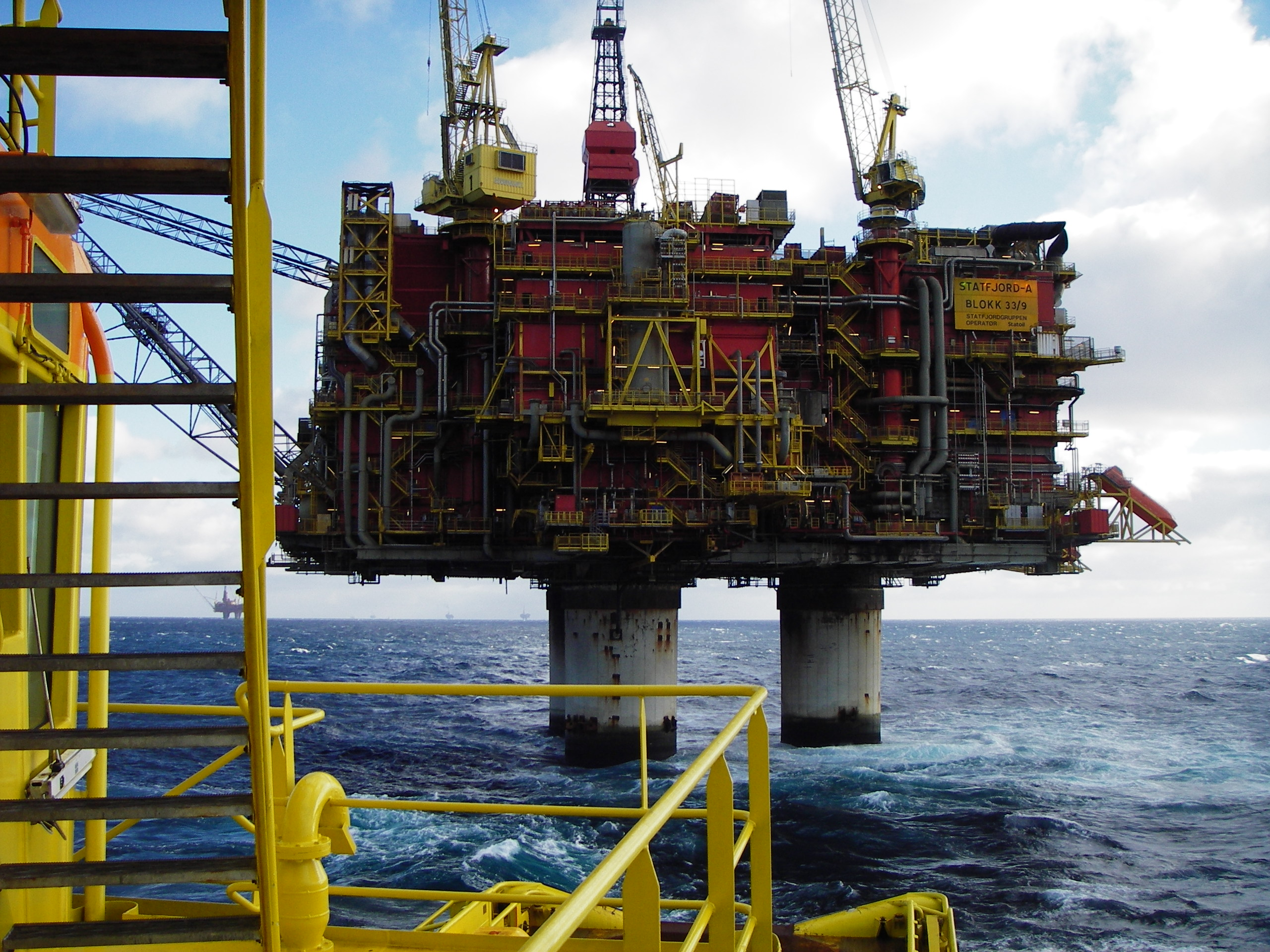
Statfjord A

Den 24 november 1979 stod Statfjord A som är en fast installation klar. Man började utvinning i fältet som då innehöll cirka 555 miljoner kubikmeter olja. Plattformen har en vikt på 600 000 ton, en totalhöjd på 270 meter och en 206 man stor besättning.

### Statfjord B
Sommaren 1981 bogserades den 816 000 ton och 271 m höga Statfjord B ut och produktionen kunde börja 5 november året efter. 

### Statfjord C
Den 2 juli 1985 startade produktionen vid Statfjord C som kan inkvartera en personalstyrka på 345 man och är 290 meter hög och har en vikt på 643 900 ton.

### Olyckan vid Statfjord 2007
Klockan 12.40 onsdagen 11 december 2007 brast en oljeledning vid överförandet av olja från en lastboj vid Statfjord A till oljetankern Navion Britannia varvid minst 4 000 kubikmeter olja läckte ut i havet. Detta var Norges näst största utsläppsolycka dittills. Försök att lägga ut länsar för att samla in olja misslyckades på grund av det dåliga vädret med vindar upp till 45 knop och 7 meter höga vågor. Den största är olyckan vid Ekofiskfältet 1977 då 12 700 kubikmeter olja läckte ut.

## Infrastruktur
Statfjord är sedan oktober 1985 påkopplad på pipelinen Statpipe som knyter samman de norra norska oljefälten med kontinenten. Ledningen börjar i Statfjordfältet och går först via gasanläggningen i Kårstø vidare till Draupner S-plattformen och ner söder om Ekofiskfältet där den kopplas på Norpipeledningen. Slutligen pumpas gasen till gasterminalen i Emden, Tyskland.

## Reserver
1998 återstod ungefär en sjättedel av de ursprungliga fyndigheterna och 1 januari 2005 hade den totala produktionen nått 542 miljoner m³ olja och 50 miljarder m³ gas under sin drygt 25-åriga produktionstid. Reserverna beräknades då till ungefär 15 miljoner m³ olja och 8 miljarder m³ gas.

## Nuvarande ägarandelar
- Equinor 44,34 procent
- ExxonMobil Norway 21,37 procent
- Norske ConocoPhillips 10,33 procent
- Norska Shell 8,55 procent
- ConocoPhillips UK 4,84 procent
- Centrica Resources 9,68 procent
- Enterprise Oil Norge 0,89 procent